# Heliodoro expulsado del templo
Heliodoro expulsado del templo (en francés, Heliodore chassé du Temple) es una de las últimas obras pictóricas realizada por el pintor Eugéne Delacroix entre el año 1851 y 1861 como encargo para la Capilla de los Santos Ángeles en la iglesia parisense de Saint-Sulpice, situada en la nave mayor derecha del edificio. Esta obra está acompañada de dos pinturas más, formando un ciclo mural para el recinto. En el techo se encuentra El demonio vencido por San Miguel realizado en óleo sobre tela aplicada al muro, en las paredes se encuentra La lucha de Jacob y el Ángel y Heliodoro expulsado del templo, ambos realizados en óleo sobre cera en el muro, y además cuatro pinturas triangulares con figuras de ángeles para las pechinas.

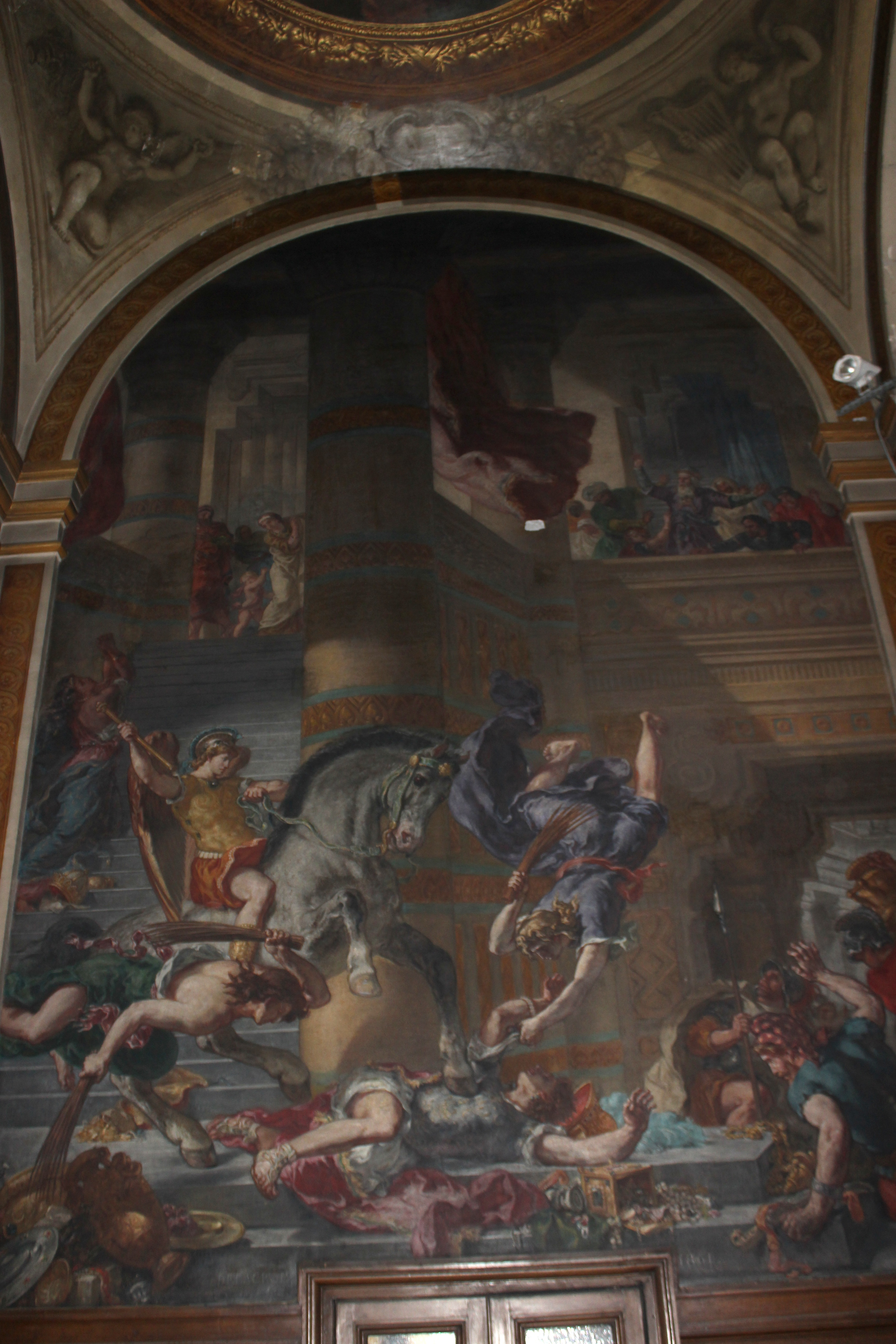

| Título       | Heliodoro expulsado del templo                           |
| Autor        | Eugéne Delacroix, 1855-1861                              |
| Técnica      | Óleo y cera sobre muro                                   |
| ------------ | -------------------------------------------------------- |
| Medidas      | 751 cm x 485 cm                                          |
| Estilo       | Romanticismo                                             |
| Localización | Capilla de los Ángeles, Iglesia de Saint-Sulpice (París) |

## Historia
En Francia, Napoleón III intentó unificar la identidad y el discurso nacional a través de la religión, decorando las iglesias al igual que hizo Napoleón Bonaparte. A través del Decreto del 28 de abril de 1849 , se le encargó al pintor Delacroix la decoración de la capilla de la iglesia de Saint-Sulpice. La cual, en un principio iba a convertirse en bautismal, pero en el año 1849 se dedicó a los Ángeles, y será en ese tiempo donde el artista elegirá los temas, relacionados con dicha temática.
Tuvo numerosas dificultades para realizar estas obras, ya que tendrán que pasar varios años hasta que logre acabarla. Los impedimentos que le permitieron esto fueron: su enfermedad y otros trabajos simultáneos, como la decoración mural de la Galería de Apolo en el Louvre (1850-1851) y la decoración del Salón de la Paz del Ayuntamiento de la ciudad (1851.1854). Más adelante, habiéndose convertido en el gran maestro de la decoración de los edificios civiles, el artista no puede quedar al margen de una de las grandes materias de su época: la decoración de edificios religiosos.
En 1850, estando en Champrosay ejecutó los bocetos, y en 1855 daría inicio a las obras que finalizarán en julio del año 1861, pocos meses antes de su muerte .

## Descripción de la obra
Nos encontramos ante un lienzo realizado en óleo y cera sobre el muro, el cual representa el tema religioso de Heliodoro expulsado del templo, extraído del Segundo Libro de los Macabeos (Antiguo Testamento). Recoge el momento en que Heliodoro, primer ministro del rey seléucida Seleuco IV, es abatido, castigado y expulsado del templo de Jerusalén por los enviados divinos cuando trataba, por orden del señor, apoderase de los tesoros allí custodiados por el sumo sacerdote, Onías. El hecho de pintar esta obra, tendría un sentido similar si pensamos que la Revolución Francesa a través de las desamortizaciones también expropió muchos bienes a la iglesia. Para realizar este trabajo, Delacroix recurrió a dos autores, Andrieu para las figuras de los ángeles y a Boulange para los detalles decorativos .
La pintura está compuesta por un cuadrado en la parte inferior y un semicírculo en la superior, aprovechándolo para organizar una complicada trama arquitectónica de fondo. Una gruesa columna hace de eje central de la escena dividiendo la composición en dos partes, a la derecha un arco quebrado con una balaustrada y a la izquierda una gran escalinata que le sirve para encuadrar el interior del recinto en una doble altura, como también la utilizó en El Dux Marino Faliero (1938) . Gracias a este elemento, la escena se puede dividir en dos partes: en la parte superior encontramos a los sacerdotes y a los curiosos que observan atónicos la escena inferior. En la escena principal, aparece un ángel alado montando a caballo junto a dos figuras suspendidas en el aire mediante exuberantes escorzos, deteniendo a Heliodoro mientras se cae violentamente al suelo . Este momento de máxima tensión, también fue utilizado por el pintor Rafael para el fresco de la expulsión de Heliodoro del templo de las Estancias Vaticanas, aunque este dejó el centro vacío agrupando a los personajes en los dos laterales.
La arquitectura está tratada con una perspectiva equilibrada a base de líneas verticales y horizontales. Además, se compone de dimensiones colosales, dejando espacios con una luminosa amplitud. Como dice María Teresa Maiorana, «plasma la sabiduría capaz de ahuecar la superficie plana para ilusión de hondura espacial. Buscamos la ubicación desde la cual cobra la perspectiva pleno valor y continuamos mirando…»
Los motivos arquitectónicos que componen el templo tienen un toque oriental, como se puede observar en las columnas adornadas con una serie de cenefas inspiradas en la arquitectura de Oriente. Encontramos a la vez, objetos que recuerdan a la obra La muerte de Sardanápalo (1827), y a los dibujos de los interiores de las casas árabes como es el caso de Panoplie et trophées árabes (1832).
Por otro lado, la escena está dotada de gran teatralidad debido al recurso barroco de la cortina en movimiento, y también por los gestos acentuados que transmite la figura de Onías con los brazos abiertos. El protagonismo del cuadro, lo otorga el gran dinamismo logrado por las posturas inestables de las figuras, y también se puede decir que la propia ubicación de la escalera provoca una cascada visual que incrementa el movimiento del suceso. Este dinamismo también se acentúa mediante la aplicación del color violeta, amarillo y rojo, aunque en este caso es más suavizado, evocando a los pintores Rafael o Veronés. Dichos efectos de coloración tan singulares e inéditos llamaron la atención a sus defensores y retractores, dado que estas combinaciones obedecían a una normatividad establecida por la ciencia del color y fueron divulgadas en infinidad de publicaciones

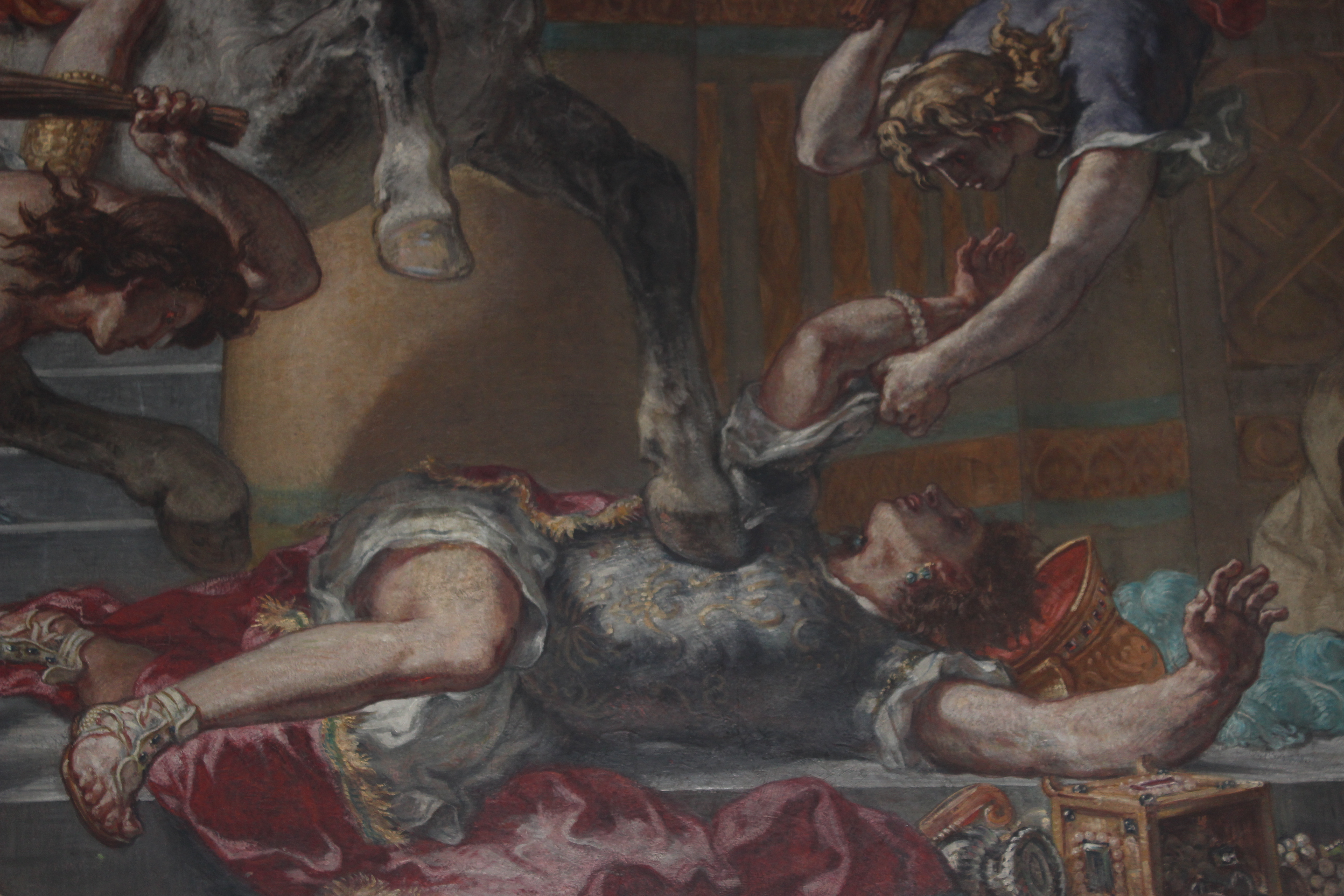
Detalle de Heliodoro expulsado del templo

Delacroix da gran consistencia a las figuras mediante un acentuado dibujo y un minucioso modelado, enfatizando la profundidad por medio de un contraste acentuado entre zonas iluminadas y oscuras, que se combinan para resaltar determinadas zonas y relegar otras menos significativas para la narración. Por tanto, el claroscuro es asimismo esencial para la definición de las volumetrías corpóreas. Según Kemp, las sombras de las carnaciones, en especial las de agitada composición, abundan en tonalidades verdosas separadas de las zonas iluminadas mediante lengüetazos de rojo intenso.

## Concepción filosófica
Se puede establecer que tanto en esta obra como en el cuadro de la Lucha entre Jacob y el ángel se representa una batalla cuerpo a cuerpo entre dos personajes, formando una concepción filosófica que obsesionó a Delacroix durante toda su vida (la lucha entre dos fuerzas antagónicas: el bien y el mal, la materia y el espíritu o pensamiento). Además, esta idea queda reforzada si se afirma que los temas fueron elegidos por el propio autor. Pero dicha idea, también simboliza la lucha del pintor consigo mismo a través de la pintura, ya que la sociedad no le ha comprendido con frecuencia y, por tanto, su vida ha transcurrido en un eterno combate. 

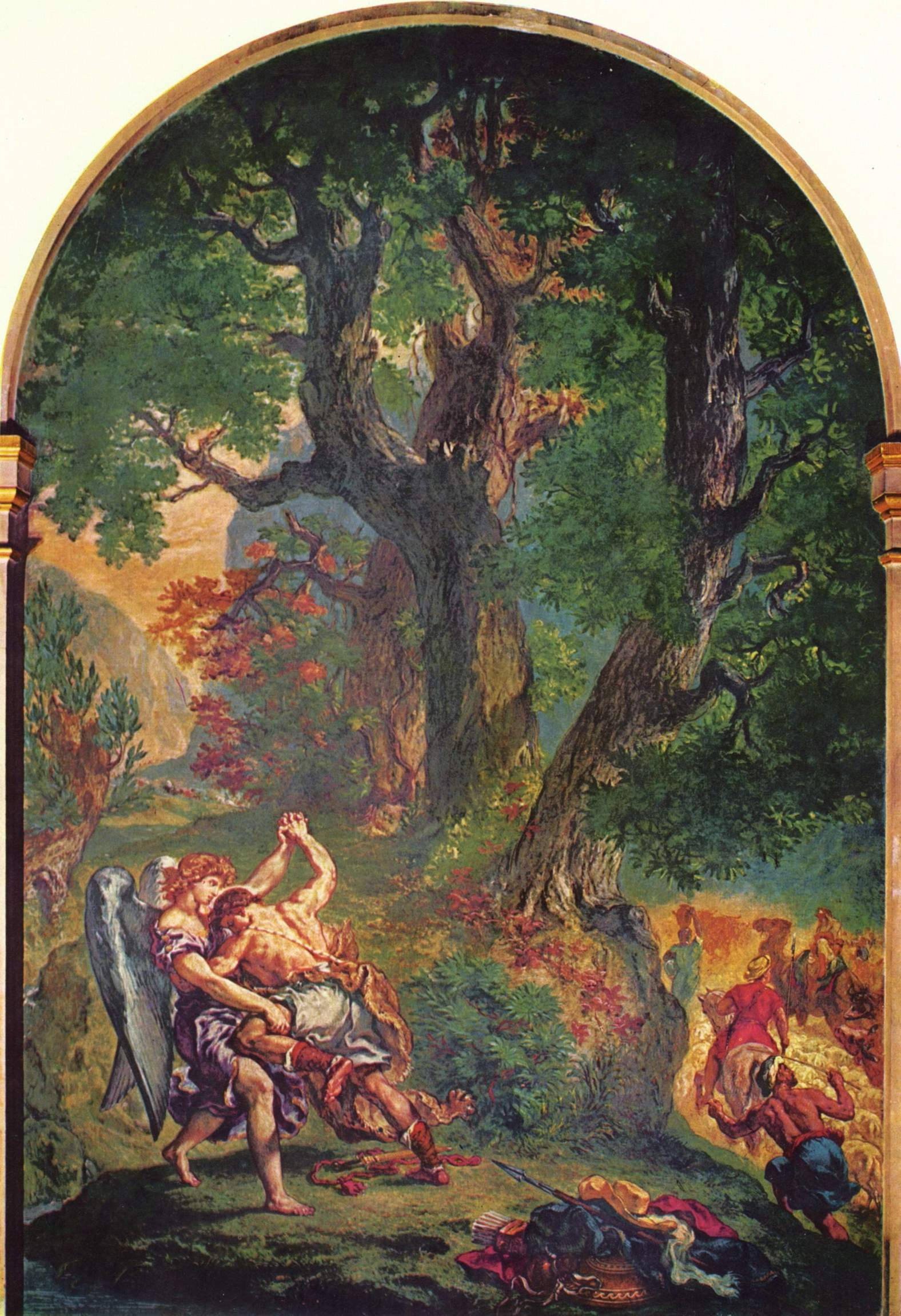
La lucha de Jacob y el ángel